# Bestgore.com
bestgore.com (abreviat BG) a fost un shock site canadian deținut de Mark Marek care furniza stiri reale violente, poze si videouri impreuna cu opinia autorului. Site-ul a primit atenția presei în 2012, în urma găzduirii unui film de tip snuff care înfățișează uciderea lui Jun Lin. Drept urmare, Marek a fost arestat și acuzat conform legii canadiene privind obscenitatea pentru corupția moralei publice.

## Istorie
Site-ul a fost lansat pe data de 30 aprilie 2008, de către canadiano-slovacul  Mark Marek, și a găzduit materiale fotografice și video explicite, din viața reală, despre evenimente precum crime, sinucideri, tortură, intervenții chirurgicale deschise, mutilări și accidente.Într-un interviu din 2017 pentru GQ Australia, Mark Marek a insistat că administrarea BestGore.com costă mai mult decât generează venituri și a spus: „Nicio companie cu un buget rezonabil nu ar dori să facă publicitate pe un site web care expune brutalitatea poliției, abuzul guvernului asupra cetățenilor, profitarea războiului și activități antipopulare similare. Deci, tot ce mi a mai ramas e pornografie. Mai rău, pornografia câștigă mai puțin astăzi decât acum cinci ani ".Începând cu 15 noiembrie 2020, site-ul web este considerat defunct deoarece Marek, fondatorul și administratorul acestuia, a decis să își concentreze atenția asupra altor interese. La 17 noiembrie 2020, când a fost întrebat în secțiunea de comentarii de pe site-ul lbry.tv al BestGore.com dacă BestGore.com nu mai funcționează și dacă va fi pe termen nelimitat, Mark Marek a răspuns: „Cel mai probabil definitiv”.